# Маргарета Бохемска (1373 – 1410)
Маргарета Люксембургска-Бохемска (на немски: Margaretha von Luxemburg-Böhmen; на чешки: Markéta Lucemburská; * 29 септември 1373, † 4 юни 1410) е чрез женитба бургграфиня на Нюрнберг и маркграфиня на Брандрбург-Кулмбах.

## Произход
Тя е малката дъщеря на император Карл IV и четвъртата му съпруга Елизабета Померанска. Сестра е на по-късния римско-немски крал и император Сигизмунд Люксембургски и на Анна Бохемска, омъжена през 1382 г. за английския крал Ричард II Плантагенет. Полусестра е на Вацлав IV.
През 1375 г. Маргарета е сгодена за Йохан III фон Хоенцолерн (1369 – 11 юни 1420), бургграф на Нюрнберг от 1397 г. и маркграф на Бранденбург-Кулмбах от 1398 г. Около 1381 г. двамата се женят.

## Деца
Маргарета Бохемска и Йохан III имат една дъщеря:
- Елизабет (1391 – 1429), която през 1406 г. се омъжва за граф Еберхард III граф на Вюртемберг († 16 май 1417), син на граф Улрих и Елизабета Баварска, дъщеря на император Лудвиг IV Баварски и Маргарета Холандска.